# Raoul Salan
Raoul Albin Louis Salan, född 10 juni 1899 i Roquecourbe, Frankrike, död 3 juli 1984 i Paris, var en fransk armégeneral och 4:e överbefälhavaren under Indokinakriget.

## Biografi
Efter andra världskriget blev Salan befälhavare för de franska styrkor i Tonkin och tecknade avtal om dispositionen av franska trupperna i Vietnam. År 1948 var han befälhavare för alla franska landstyrkor i östra Asien. Han efterträdde 1952 den då bortgångne Jean de Lattre de Tassigny och blev överbefälhavaren i Indokina. Trots att han var den förmodligen mest erfarna officeren i Indokina, ville den nya franska regeringen under René Mayer ha en ny politik i Indokina och Salan fick lämna denna post den 8 maj 1953, då Henri Navarre, som var tidigare ansvarig inom underrättelsetjänsten, tog över.
I januari 1957 då Salan var befälhavare för 10:e militärområdet och  befälhavare i Alger blev han mål för ett mordförsök med en bazooka, vilket resulterade i att en fransk major dödades. Salan varnades minuterna innan dådet och undkom oskadd. Angriparna var franska invånare i Alger som ville ersätta Salan med general René Cogny, som de såg som en mer energisk ledare. Gruppens ledare skyllde på påverkan av en grupp av sex framstående franska politiker, med bland annat den framtida franske premiärministern Michel Debré, som inspiratörer till mordförsöket, vilket man dock aldrig lyckades leda i bevis. 
Salan tvingades i exil 1960 efter oenighet med de Gaulle i Algerietfrågan. I april 1961 ledde han ett misslyckat revoltförsök i Algeriet och blev därefter ledare för OAS. Dömd till döden i sin frånvaro arresterades han 1962, men benådades till livstids fängelse och frigavs slutligen 1968.

## Hedersbetygelser
Salan tilldelades följande ordnar och medaljer
- Hederslegionen
  - Riddare (5 april 1922)
  - Officer (21 augusti 1940)
  - Kommendör (10 februari 1945)
  - Storofficer (27 oktober 1948)
  - Storkors (28 augusti 1952)
- Médaille militaire (12 juli 1958)
- Croix de guerre 1914-1918
- Croix de guerre 1939-1945
- Croix de guerre des Théâtres d'Opérations extérieures
- Croix de la Valeur Militaire
- Médaille Interalliée de la Victoire
- Médaille commémorative de la guerre 1914-1918
- Médaille de l'Aéronautique
- Distinguished Service Cross (US)
- Kommendör av brittiska Imperieorden (CBE) (UK)